# Moitron-sur-Sarthe
Moitron-sur-Sarthe é uma comuna francesa na região administrativa do País do Loire, no departamento de Sarthe. Estende-se por uma área de 10.32 km². Em 2010 a comuna tinha 280 habitantes (densidade: 27,1 hab./km²).